# Cisco, Texas
Cisco là một thành phố thuộc quận Eastland, tiểu bang Texas, Hoa Kỳ. Năm 2010, dân số của xã này là 3899 người.

## Dân số
- Dân số năm 2000: 3851 người.
- Dân số năm 2010: 3899 người.